# Osamu Dazai
Osamu Dazai (jap. 太宰 治 Dazai Osamu), właśc. Shūji Tsushima (jap. 津島 修治 Tsushima Shūji; ur. 19 czerwca 1909, zm. 13 czerwca 1948) – prozaik japoński.
Był autorem pesymistycznych utworów, w których poruszał problemy zubożałej arystokracji i inteligencji japońskiej. Do najbardziej znanych jego dzieł należy powieść Shayō (Zmierzch, 1947) oraz opowiadania: Omoide (Wspomnienia, 1933), Dōke-no hana (Perły błazenady, 1935) i Ningen shikkaku (Zatracenie, 1948).

## Życiorys
Osamu Dazai przyszedł na świat jako Shūji Tsushima w wiosce Kanagi. Obecnie jest to część miasta Goshogawara, w regionie Tōhoku, w prefekturze Aomori. Ojciec był majętnym właścicielem ziemskim, przez kilka lat zasiadał w Izbie Parów (Kizoku-in, tłum. także jako Izba Arystokracji, istniała w latach 1890–1947) w japońskim parlamencie. Shūji po ukończeniu liceum kontynuował edukację na wydziale romanistyki na Uniwersytecie Tokijskim. Spotkał tam pisarza Masujiego Ibuse, który stał się jego mistrzem. Od tego czasu zainteresował się nielegalnym ruchem lewicowym, ale pod presją rodziny wycofał się z działalności politycznej. Sam szybko zraził się do działaczy lewicy ze względu na ustawiczne wypominanie mu pochodzenia klasowego. Na żądanie władz złożył deklarację lojalności i przywiązania do obowiązującej ideologii. Po próbie samobójczej w 1935 roku Dazai trafił do szpitala i zachorował na zapalenie wyrostka robaczkowego i otrzewnej. W czasie leczenia uzależnił się na długi czas od morfiny. Studiów nie ukończył, spędzał czas w towarzystwie prostytutek, cierpiał na depresję, alkoholizm i uzależnienie od środków przeciwbólowych. Obracał się także w kręgu artystycznej cyganerii i miał liczne związki z kobietami, w większości krótkotrwałe, a w kilku przypadkach zakończone wspólnymi próbami samobójczymi. 13 czerwca 1948 roku popełnił podwójne samobójstwo poprzez utonięcie wspólnie ze swoją kochanką Tomie Yamazaki. Ich ciała odkryto dopiero sześć dni później, 19 czerwca, w dniu 39. urodzin Dazaia.

## Twórczość
Dzieła autorstwa Osamu Dazaia naznaczone są dramatycznymi osobistymi doświadczeniami. Pisarz w trakcie tworzenia swoich utworów chętnie korzystał z elementów własnej biografii. Dazai uważany jest za jednego z czołowych przedstawicieli gatunku określanego mianem shishōsetsu lub watakushi-shōsetsu (私小説), czyli „powieści o sobie”.
W samej Japonii postać Osamu Dazaia, jego życie i twórczość są, mimo upływu czasu, wciąż obecne w społecznej świadomości. Postacie z jego prozy, ich dylematy i rozterki stanowią ważny punkt odniesienia dla części społeczeństwa, w tym wchodzących w dorosłość kolejnych pokoleń młodzieży. O niesłabnącej popularności jego literackiego dorobku, zwłaszcza powieści Zmierzch i Zatracenie, świadczą liczne wznowienia oraz liczba sprzedanych egzemplarzy książki.

## Wybrane dzieła
- Zapiski o rybiej łusce (Gyofuku-ki 1933, opowiadanie)
- Perły błazeństwa (Dōke no hana 1935, opowiadanie)
- Lata schyłku (Bannen 1936, zbiór opowiadań)
- Uczennica (Joseito 1939, nowela)
- Nagląca skarga (Kakekomi uttae 1940)
- Bajki (Otogizōshi 1945)
- Wizyta (Shin’yū kōkan 1946, opowiadanie)
- Mój mąż, Villon (Viyon no tsuma 1947, opowiadanie)
- Zmierzch (Shayō 1947, powieść)
- Zatracenie (Ningen shikkaku 1948, powieść)